# Les Surfs
Les Surfs fu un gruppo musicale pop malgascio composto dai sei fratelli Coco (1939), Pat (1941), Rocky (1942), Dave (1943-2025), Monique (1945-1993) e Nicole Rabaraona (1946-2000); attivo dal 1963 al 1971, ebbe notevole popolarità negli anni sessanta soprattutto nei Paesi francofoni.

## Storia
Il nome originale del gruppo, Rabaraona 6 mianadahy, malgascio per I 6 fratelli Rabaraona e noti in francese come Rabaraona frères et sœurs, deriva dal fatto che esso era formato da sei dei dodici fratelli di cui si componeva la famiglia Rabaraona di Tananarive; quando il 14 ottobre 1958 nacque la Repubblica del Madagascar, i sei fratelli, quattro ragazzi e due ragazze tra i 12 e i 19 anni, vinsero un concorso canoro organizzato per l'occasione da Radio Tananarive.
In Italia parteciparono a tre edizioni consecutive del Festival di Sanremo, interpretando nel 1965 Si vedrà (in abbinamento con Vittorio Inzaina), nel 1966 In un fiore (con Wilma Goich) e Così come viene (con Remo Germani), nel 1967 Quando dico che ti amo (con Annarita Spinaci), che si classificò al secondo posto.
Hanno inciso una cover in francese ed una in italiano dello standard di Trini Lopez If I Had a Hammer (Datemi un martello).
Sono invece tre le lingue nelle quali hanno interpretato I Only Want to Be with You, brano portato al successo nel 1963 da Dusty Springfield: alle versioni in francese (A présent tu peux t'en aller) ed italiano (E adesso te ne puoi andare) del 1964, fa seguito quella in spagnolo (intitolata Ahora te puedes marchar) del 1966. Negli anni 2000 ne è stata fatta una versione in chiave heavy metal dalla band danese Volbeat, inserita nel loro primo album del 2005 The Strength/The Sound/The Songs.
La versione spagnola dei Surfs di Be My Baby, Tu Seras mi Baby, rappresenta un'importante traccia sonora del film del 2012 Tabù di Miguel Gomes, dove, è stato scritto citando la canzone stessa, che nel film «le immagini e i suoni non sono concepiti come delle tracce inerti o passive ma, al contrario, come degli elementi chiamati a suscitare reazioni ed emozioni».

## Filmografia e TV
- Tête de bois et tendres années (1963-64), serie TV
- Cherchez l'idole (1964)
- La Rose d'or de Montreux che appare con The Rolling Stones (1964), serie TV svizzera.
- "Ready Steady Go" con Petulia Clark (1964), serie TV inglese
- "Petulia Clark Show" (1965), serie TV inglese
- "Rundherum die welt" (1965), serie TV tedesca
- "La Rose d'or de Montreux" (1965), serie TV svizzera
- "The Hollywood Palace" (1965), serie TV statunitense
- "Ready Steady Go" che appare con The Rolling Stones (1966), serie TV inglese
- "This Is Tom Jones" (1966), serie TV inglese
- "Petulia Clark Show" (1966), serie TV inglese
- "Cravate Noir" (1967), serie TV francese
- "Les Palmarès des Chansons" (1967), serie TV francese
- "The Talk Of The Town" (1968), serie TV inglese
- "The Jack Benny Show" (1968), serie TV inglese

## Discografia

### 45 giri
- 1963: Dum Dum Dee Dum/Ca N' A' Pas D' Importance (Festival, FX 118)
- 1963: Si J'avais Un Marteau (If I Had A Hammer)/Uh Huh (Festival, FX 111)
- 1964: Ce Garcon (My Best Friend)/Reviens Vite Et Oublie (Be My Baby) (Festival, FX 110)
- 1964: Quando Balli Il Surf / E Adesso Te Ne Puoi Andare (A Present Tu Peux T'En Aller) (Festival, FX 117)
- 1964: T'En Vas Pas Comme Ça (Don't Make Me Over) / E Adesso Te Ne Puoi Andare (A Present Tu Peux T'En Aller) (Festival, FX 117) stesso numero di catalogo, lato A modificato.
- 1964: T'En Vas Pas Comme Ça / Ca N' A' Pas D' Importance (Festival, FX 118) stesso numero di catalogo, lato A modificato.
- 1964: Quando balli il surf/Spegnete quella luce (Festival, FX 119)
- 1964: Spegnete Quella Luce / Dum Dum Dee Dum (Festival, FX 119) stesso numero di catalogo, lato A modificato.
- 1965: Si vedrà/Più si che no (Festival, FX 125)
- 1965: Stop/Per una rosa (Festival, FX 126)
- 1965: Ora siamo grandi/Povero cocco (Festival, FX 127)
- 1965: Clap Tap/Quando tu vorrai (Festival, FX 130)
- 1965: Un grosso scandalo/Spiegami come mai (Festival, FX 131)
- 1966: Così come viene/In un fiore (Festival, FX 133)
- 1966: Meritavi molto di più/Va dove vuoi (Festival, FX 135)
- 1967: L'amore verrà/Alloralalala (Festival, FX 137)
- 1967: Quando dico che ti amo/L'importante è esser liberi (Festival, FX 140)
- 1967: Una testa dura/Dove sei, cosa fai (Festival, FX 141)
- 1968: Capone Alfonso detto Al/Cerca di volermi bene (Festival, FX 143)